# کپ-سانته، کبک

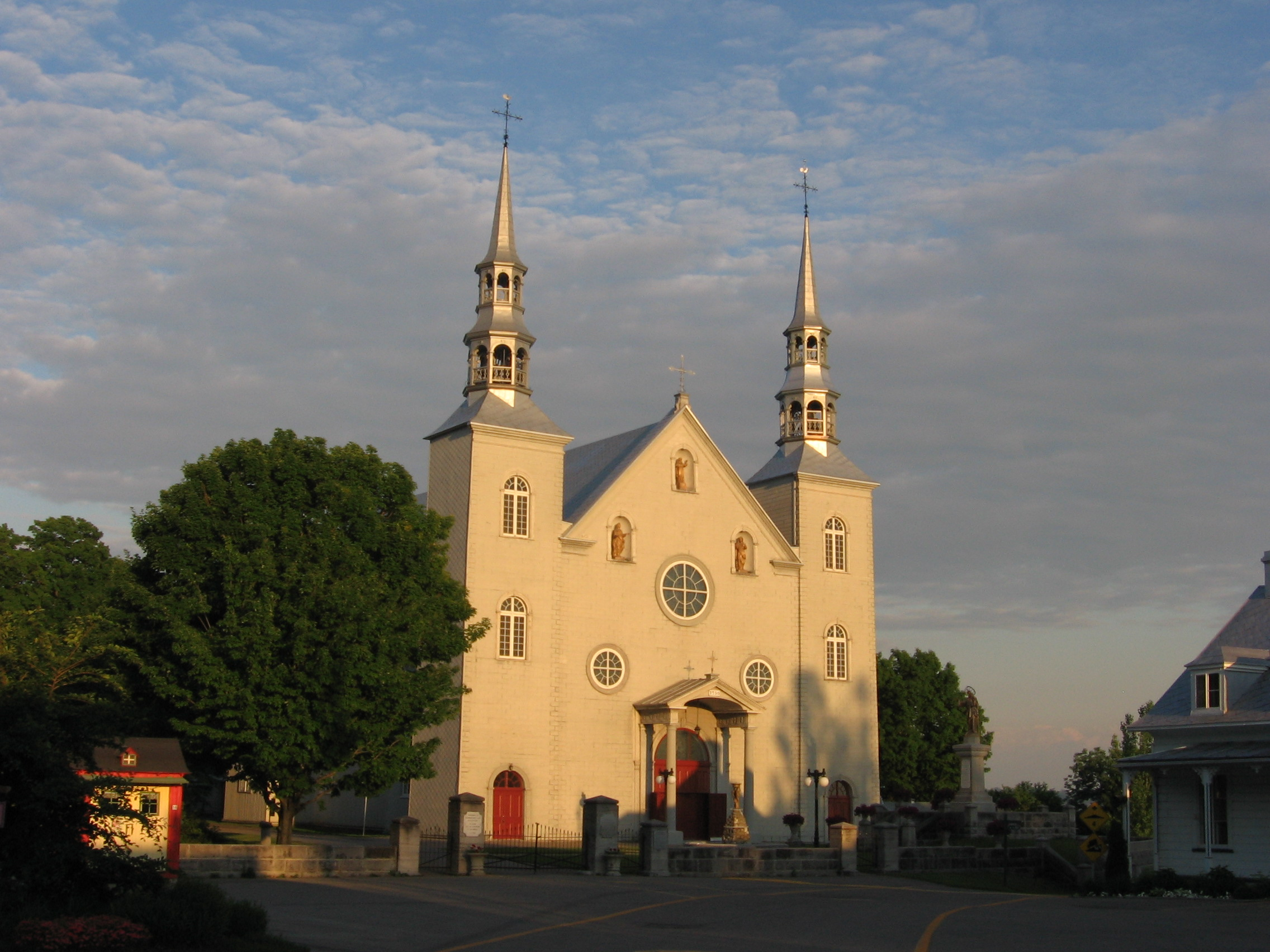
نمایی از کلیسای شهرک کپ-سانته در ناحیه کاپیتل-ناسیونال/ ۲۰۱۰

کپ-سانته (به فرانسوی: Cap-Santé) شهرکی در منطقه شهری پورتنوف ناحیه کاپیتل-ناسیونال در استان کبک کانادا است. در سرشماری سال ۲۰۱۱ این شهرک ۲٬۵۶۷ نفر جمعیت داشته‌است و مساحت آن ۵۴٫۳۸ کیلومتر مربع است.